# Carlos Castillo Ortiz
Carlos Alberto Castillo Ortíz (Barbacoas, Nariño, 30 de septiembre de 1975), más conocido como "el  Barbacoa Castillo" es un exfutbolista colombiano, que jugaba en la posición de delantero y logró anotar 98 goles a lo largo de su carrera. Es primo de los futbolistas Pajoy (John y Lionard).

## Clubes
| Club                | País                | Año                   | Partidos | Goles |
| ------------------- | ------------------- | --------------------- | -------- | ----- |
| Deportivo Cali      | Colombia            | 1995-2000 y 2002-2004 | 192      | 61    |
| FBC Melgar          | Perú                | 2001                  | 33       | 12    |
| LDU Quito           | Ecuador             | 2004                  | 19       | 4     |
| Deportivo Pereira   | Colombia            | 2005                  | 7        | 1     |
| Real Cartagena      | Colombia            | 2005                  | 22       | 2     |
| Atlético Huila      | Colombia            | 2006                  | 32       | 9     |
| Millonarios         | Colombia            | 2007 - 2008           | 40       | 8     |
| Once Caldas         | Colombia            | 2008                  | 6        | 1     |
| Deportivo Pasto     | Colombia            | 2009                  | 20       | 2     |
| Total en su carrera | Total en su carrera | Total en su carrera   | 372      | 100   |

### Resumen estadístico
- Actualizado el 3 de marzo de 2017.

| Competición           | Partidos | Goles | Promedio |
| --------------------- | -------- | ----- | -------- |
| Liga                  | 326      | 88    | 0.27     |
| Copas nacionales      | 7        | 2     | 0.29     |
| Copas Internacionales | 39       | 8     | 0.21     |
| Total                 | 372      | 98    | 0.26     |

## Palmarés

### Títulos nacionales
| Título                | Club           | País     | Año     |
| --------------------- | -------------- | -------- | ------- |
| Campeonato colombiano | Deportivo Cali | Colombia | 1995/96 |
| Campeonato colombiano | Deportivo Cali | Colombia | 1998    |

- Datos: Q3379774